# 趙俁
燕王赵俁（1083年—1127年），宋朝宗室。

## 生平
宋朝第六代皇帝宋神宗赵顼的十二子，生母林贤妃，元豐六年（1083年）九月生。七年（1084年）八月賜名，授檢校太尉、定武軍節度使，封成國公。宋哲宗即位，加开府儀同三司，進封咸寧郡王。紹聖五年（1098年）三月出閤，改河陽三城、雄武等軍，進封莘王。元符二年（1099年）三月，改武寧、鎮寧等軍，遷守司空。三年（1100年），徽宗即位，改河東、奉寧等軍，遷守太保、太原尹，進封衛王。九月，改護國、山南西道等軍，河中、興元尹。崇寧二年（1103年）五月，改鎮海、泰寧等軍，青州、兗州牧。大觀元年（1107年）正月，改淮南、安武軍，揚州、冀州牧，進封魏王。二年（1108年）正月，改永興、成德等軍，遷守太尉，雍州、真定牧，進封燕王。政和三年（1113年）正月，遷太傅。宋徽宗在金兵南下后让位给太子宋钦宗赵桓，靖康元年（1126年）三月，改河東、劍南西川，遷太師，太原、成都牧。二年（1127年），太上皇赵佶被金朝虏到青城，父老道遇赵俁、趙偲二王，哭着说：“愿与王俱死。”徐秉哲捕拿为首的父老，将其杀，派兵卫送二王到金营，金兵北掳至庆源境上，四月十六，赵俣饿死，越王赵偲至韩州也去世。

## 家庭

### 妻妾
- 妻：郭氏，靖康之变被俘
- 妾：王柳姑，靖康之变被俘，入洗衣院
- 妾：叶三郎，靖康之变被俘，入洗衣院

### 子女
- 兴宁军节度使赵有章，靖康之变被俘
- 赵有亮，靖康之变被俘
- 博平侯赵有邻，政和三年十二月赐名，授右骁卫将军。四年五月卒，赠博州防御使，追封侯。
- 文安侯赵有成，政和七年五月赐名，授右骁卫将军。政和七年六月卒。八年三月，赠莫州防御使，追封侯。
- 赵巧申，靖康之变被俘
- 赵飞燕，靖康之变被俘，为金熙宗妃嫔，1138年封夫人，1141年封帝姬（嫔），1142年封次妃。

## 延伸阅读
[在维基数据编辑]
 《宋史/卷246》，出自脱脱《宋史》